# Newcombs Problem
Newcombs Problem, auch Newcombs Paradoxie bzw. Newcombs Paradox genannt, ist ein von William Newcomb (1927–1999) zu Beginn der 1960er Jahre aufgeworfenes und zum ersten Mal von Robert Nozick 1969 in einer philosophischen Festschrift publiziertes Problem der Entscheidungstheorie.

## Die Situation des Gedankenexperiments
Es existieren zwei Schachteln. In der ersten, durchsichtigen Schachtel, sind immer 1.000 Dollar; in der zweiten, undurchsichtigen Schachtel, liegen entweder eine Million Dollar oder gar nichts. Es darf nun eine von folgenden Entscheidungen getroffen werden:
1. Nur die zweite Schachtel wird gewählt.
2. Beide Schachteln werden gewählt.

Ein allwissendes Wesen hat vorhergesagt, welche Entscheidung getroffen werden wird. Seine Voraussagen sind meistens korrekt. Sieht dieses Wesen voraus, dass nur die zweite Schachtel gewählt wird, hat es die Million Dollar in die Schachtel gelegt. Sieht das Wesen dagegen voraus, dass beide Schachteln genommen werden, bleibt die zweite Schachtel leer.
Die Paradoxie in dieser Situation liegt darin, dass zwei wichtige Prinzipien der Entscheidungstheorie, die zur Bestimmung dessen, was zu tun vernünftig ist, herangezogen werden können, in diesem Fall zwei sich widersprechende Handlungsempfehlungen geben und es für beide Seiten gute Argumente gibt.
Das eine Prinzip ist das des maximal zu erwartenden Gesamtnutzens. Dieses besagt, dass diejenige Handlung auszuführen ist, von der zu erwarten ist, dass sie den Nutzen für den Handelnden maximiert. Da das Wesen die Handlung mit sehr hoher Wahrscheinlichkeit richtig vorhergesagt hat, ist der erwartete Nutzen für die zweite Handlung, beide Schachteln zu öffnen, ein sehr hoher Quotient, nahe eins, multipliziert mit $ 1 000. Der erwartete Nutzen für die andere Option, nur die zweite Schachtel zu öffnen, ist derselbe hohe Quotient multipliziert mit $ 1 000 000. Egal, wie hoch der Quotient nun exakt ist, der erwartete Nutzen dafür, nur die zweite Schachtel zu öffnen, ist viel höher als dafür, beide Schachteln zu öffnen, weshalb dieses Prinzip dazu rät, nur die zweite Schachtel zu öffnen.
Demgegenüber steht das Dominanzprinzip. Dieses Prinzip besagt, dass es vernünftig ist, eine Handlung auszuführen, wenn es der ausführenden Person dabei nicht schlechter geht, als wenn sie etwas anderes getan hätte und wenn es mindestens eine Folge der Handlung gibt, durch die es ihr besser geht, als wenn sie anders gehandelt hätte. Wenn man diesem Prinzip folgt, hätte keine andere Handlungsoption zu größerem Wohlergehen geführt, außer man hätte das Risiko akzeptiert, dass es einem möglicherweise auch schlechter geht. Im Fall von Newcombs Problem haben wir nun folgende Situation:
|                         | Kein Geld in 2. Schachtel | Geld in 2. Schachtel |
| Beide Schachteln öffnen | $ 1 000                   | $ 1 001 000          |
| Nur 2. Schachtel öffnen | $ 0                       | $ 1 000 000          |

Egal, ob das Wesen nun in die zweite Schachtel $ 1 000 000 getan hat oder nicht, wenn man beide Schachteln öffnet, hat man in beiden Fällen genau $ 1 000 mehr, als wenn man nur die 2. Schachtel öffnet. Diese Handlungsoption ist also dominant und sollte deshalb gewählt werden.
Newcombs Problem weist demnach darauf hin, dass beide Prinzipien in einem Gegensatz zueinander stehen und wirft die Frage auf, wie beide Prinzipien so angepasst werden können, dass ihre Stärken erhalten bleiben, aber sie sich nicht mehr widersprechen.

## Modifikationen und Abgrenzungen

### Gefangenendilemma
Verzichtet man auf ein höheres Wesen, entspricht das Problem dem Gefangenendilemma für den Fall, dass einer der beiden Gefangenen seine Strategie bereits gewählt hat, das Ergebnis dem anderen, der jetzt seine Wahl zu treffen hat, aber noch unbekannt ist.
Die optimale Strategie lässt sich in diesem Fall berechnen anhand der Wahrscheinlichkeit, dass der Vorhersager eine richtige Vorhersage trifft und anhand der Summe, die eine Rolle spielt.

### Glasbehälter
Das Problem lässt sich auch auf einen Glasbehälter anwenden: Wenn der Wähler sieht, was in den Schachteln ist, kann er seine Entscheidung entsprechend treffen. Wenn er das Maximum an Geld mit minimalem Aufwand möchte, wird er entweder beide Schachteln wählen, wenn in beiden Schachteln Geld ist, oder er wählt nur eine Schachtel, wenn nur in der einen Geld ist. Hierdurch wird aber die Voraussage niemals zutreffen, sofern man einen normalen Zeitablauf voraussetzt.

### Höheres Wesen
Nimmt man im Gedankenexperiment die Möglichkeit eines höheren Wesens an, das zum Beispiel in der Lage ist, eine Zeitreise durchzuführen, so kann dieses seine Entscheidung entsprechend der Wahl treffen und die zweite Schachtel entsprechend füllen. Erst durch die Wahl wird der Endzustand hergestellt, vorher sind beide Möglichkeiten vorhanden.
Man könnte nun sagen, wie auch in Matt Beller: Newcomb’s Paradox is Not a Paradox beschrieben, dass eine Zeitreise der Physik unserer Welt widerspräche und deshalb nicht möglich sei. Allerdings wissen wir nichts über die Fähigkeiten des „höheren Wesens“, außer dass es im Gegensatz zu unserer Welt absolute Voraussagen machen kann, sodass dieses Argument für das vorliegende Problem nicht stichhaltig ist, denn in einem Gedankenexperiment ist eine Zeitreise möglich.

### Ein Komplize
Nach dieser Variation ist unbekannt, was in den beiden Schachteln ist, da diese undurchsichtig sind. Außerdem kann das Höhere Wesen zwar in die Zukunft schauen, aber keine Zeitreisen durchführen. Der Freund des Wählers war allerdings dabei, als das höhere Wesen das Geld in die beiden Schachteln gelegt hat und weiß daher, ob sich unter der zweiten Schachtel eine Million Dollar befinden oder nicht. Außerdem ist sein Freund ihm gegenüber absolut loyal und wird ihm immer den Tipp geben, mit dem er den größten Gewinn erzielt.
Die Regeln verbieten dem Freund aber zu sagen, ob sich unter der zweiten Schachtel 1 Mio. $ befinden oder nicht. Er darf nur sagen, ob der Wähler beide Kisten nehmen sollte oder nur eine.
Für den Freund gibt es zwei Möglichkeiten:
- Er sieht, dass das Höhere Wesen nur in die erste Schachtel 1000 Dollar gelegt hat und die zweite Schachtel leer gelassen hat. In diesem Fall wird er dem Wählenden empfehlen, beide Schachteln zu nehmen. (Denn wenn der Wählende beide Schachteln nimmt, bekommt er immerhin 1000 Dollar. Wenn er dagegen nur die zweite Schachtel nimmt, geht er leer aus.)
- Er sieht, dass das Höhere Wesen in die erste Schachtel 1000 Dollar packt und in die zweite Schachtel 1 Mio. $. Auch in diesem Fall wird er dem Wählenden empfehlen, beide Kisten zu nehmen. (Denn 1,001 Mio. $ ist mehr wert als 1 Mio. $.)

Egal, was das Höhere Wesen also in der Zukunft gesehen hat und wie es dementsprechend das Geld verteilt hat, der Freund wird dem Wählenden in beiden Fällen das gleiche empfehlen: „Nimm beide Schachteln!“
Für den Wählenden selber gilt aber nach wie vor das gleiche wie im Ursprungsbeispiel: Es ist besser für ihn, wenn er nur die zweite Schachtel nimmt, da er so 1 Mio. $ bekommt.
Das Paradoxe daran ist: Obwohl der Wählende seinem Freund 100 % vertrauen kann und obwohl sein Freund ihn auch in diesem Fall nicht belogen hat, war es für ihn besser, nicht auf seinen Freund zu hören. (Sein Freund hat das Richtige gesagt: Er hat schließlich gesehen, dass unter der zweiten Schachtel das Geld liegt. Daher war seine Empfehlung, beide Schachteln zu nehmen für ihn vollkommen legitim und absolut der richtige Ratschlag. – Genauso, wie es für den Wählenden die richtige Entscheidung war, nicht auf diesen (eigentlich richtigen) Ratschlag zu hören.)

### Gegenspieler-Variante
Diesmal haben wir zwei Koffer. Im zweiten Koffer liegt entweder gar kein Geld oder eine Million Euro.
Im ersten Koffer liegen genau 1000 Euro mehr als im zweiten Koffer. Im Prinzip gilt also: Im 1. Koffer liegt das Geld, das man bekommt, falls man sich für beide Schachteln entscheidet und im 2. Koffer liegt das Geld, das man bekommt, falls man sich nur für die zweite Schachtel entscheidet.
Analog zum ursprünglichen Problem schaut nun das allwissende Wesen in die Zukunft und sagt voraus, dass sie entweder 1000 Euro oder eine Million Euro bekommen werden. Analog zum ursprünglichen Problem will der Wählende möglichst viel Geld.
Zu allem Überfluss werden die Spielregeln in einem winzigen Detail geändert: Egal, wie sie sich entscheiden, den Koffer, den sie nicht auswählen, bekommt Ihr geldgieriger Erzfeind. Sie haben also nun die Wahl, sich selbst mit tausend Euro zu begnügen, damit ihr Erzfeind leer ausgeht oder ihm 1,001 Mio. € zu schenken, damit Sie selbst eine Million Euro bekommen.
Sie überlegen also lang und breit, welche Möglichkeit Ihnen besser gefällt und am Ende steht Ihre Entscheidung fest.
Das Paradoxe ist nun: Egal, wie Sie sich entschieden haben, Sie wissen nach dieser Entscheidung, wie viel Geld in beiden Koffern ist. Und obwohl Sie wissen, wie viel Geld in beiden Koffern ist, schenken Sie Ihrem Erzfeind den Koffer, in dem mehr Geld ist, und begnügen sich selbst mit dem Koffer, in dem weniger Geld ist.

### Braess-Paradoxon
Es gibt eine Variante des Newcombs Paradoxon, in der das Wesen nicht allwissend ist, sondern nur zu einer gewissen Wahrscheinlichkeit die Zukunft vorhersagen kann. Andrew D. Irvine zeigt, dass diese Variante des Newcombs Problem mit einer Variante des Gefangenendilemma äquivalent ist und sich mit Hilfe einer Variante des Braess-Paradoxon lösen ließe.
Die Variante des Gefangenendilemmas ist, dass der zweite Gefangene mit einer gewissen Wahrscheinlichkeit das Verhalten des Spielers vorhersehen kann und sich dementsprechend anpasst. (Wenn er denkt, dass er verraten wird, dann verrät er den ersten Gefangenen auch. Wenn er denkt, dass der erste Gefangene kooperiert, dann kooperiert er auch.)
Die Äquivalenz zwischen der Variante von Newcombs Problem und der Variante des Gefangenendilemmas ist klar: „beide Kästen nehmen“ aus Newcombs Problem wird mit „den anderen Gefangenen verraten“ identifiziert. Und „nur eine Kiste nehmen“ wird mit „mit dem anderen Gefangenen kooperieren“ identifiziert.
Außerdem existieren in beiden Versionen eine Wahrscheinlichkeit, dass der Gegenüber die Tat richtig einschätzen kann.
Und letztendlich hat die eigentliche Entscheidung keinen Einfluss auf die Handlung des Gegenübers. (Denn sowohl das vorhersagende Wesen als auch der Gefangene erfahren die eigentliche Entscheidung ja nicht, sondern müssen sich auf ihre Menschenkenntnis und auf das Verhalten des „Spielers“ vor der Entscheidung verlassen.)
Irvine zeigt anschließend, dass sich diese Variante des Gefangenendilemmas (und damit auch die Variante von Newcombs Problem) mit Hilfe einer Variante des Braess-Paradoxons lösen lässt. (Beim Braess-Paradoxon wird nach dem Neubau einer Straße die Fahrtzeit für alle Teilnehmer verlängert.)
Irvine identifiziert dabei „Kooperation“ aus dem Gefangenendilemma mit „die alte Strecke fahren“ aus dem Braess-Paradoxon. Und er identifiziert „der andere Gefangene kooperiert“ mit „die anderen Verkehrsteilnehmer fahren die alte Strecke“.
Dementsprechend gilt, wenn jemand im Gefangenendilemma nicht kooperiert, entspricht das im Braess-Paradoxon, dass er die neue Strecke fährt.

## Analysen und Lösungsvorschläge
Diese Situation ist paradox, denn sie setzt einerseits Willensfreiheit voraus, negiert sie aber andererseits. Wenn vorher bereits feststeht, wie gewählt wird, gibt es keine Willensfreiheit. Wenn man wählt, nachdem das allwissende Wesen die Schachtel gefüllt oder leergelassen hat, muss entweder die Wahl davon beeinflusst werden – dann gibt es keine Willensfreiheit – oder die Vergangenheit muss gegebenenfalls in Abhängigkeit von der Wahl verändert werden. Erst durch die Wahl würde die Füllung der Schachtel hergestellt. Das Problem wird oft auch deswegen schwieriger als einige andere Dilemmasituationen beurteilt, weil „Allwissenheit“ nach dem Verständnis vieler Kommentatoren auch impliziert, dass absolut gewisse Vorhersagen getroffen werden; damit würden Lösungsversuche mittels wahrscheinlichkeitstheoretischer Quantifizierungen nicht weiterführen.
Meist geht man davon aus, dass es bei der Entscheidung darum gehe, möglichst viel Geld zu gewinnen. Matt Beller wies in seinem Artikel Newcomb's Paradox is Not a Paradox darauf hin, dass es auch andere Kriterien geben könne. Beispielsweise könne man sofort beide Schachteln nehmen. Man hat dann entweder nur die kleinere Menge oder man hat die große Menge und zugleich nachgewiesen, dass das Wesen (der Versuchsleiter) nicht allwissend sei.
Wenn man davon ausgeht, dass die angegebenen Bedingungen wahr sind, ist die optimale Strategie, nur die zweite Schachtel zu nehmen und auf die erste zu verzichten. Man weiß dann, dass in der zweiten Schachtel eine Million liegt. Einen höheren Wert kann man nicht erlangen, wenn die angegebenen Bedingungen wahr sind.